# Campeonato Mundial de Patinaje Artístico sobre Hielo de 1963
El LIII Campeonato Mundial de Patinaje Artístico se realizó en Cortina d'Ampezzo (Italia) entre el 28 de febrero y el 3 de marzo de 1963 bajo la organización de la Unión Internacional de Patinaje sobre Hielo (ISU) y la Federación Italiana de Deportes de Hielo. 

## Resultados

### Masculino
| Puesto | Nombre                | País                | Puntos |
| ------ | --------------------- | ------------------- | ------ |
| Oro    | Donald McPherson      | Canadá              | 18     |
| Plata  | Alain Calmat          | Francia             | 22     |
| Bronce | Manfred Schnelldorfer | Alemania Occidental | 22     |

### Femenino
| Puesto | Nombre           | País         | Puntos |
| ------ | ---------------- | ------------ | ------ |
| Oro    | Sjoukje Dijkstra | Países Bajos | 9      |
| Plata  | Regine Heitzer   | Austria      | 22     |
| Bronce | Nicole Hassler   | Francia      | 30     |

### Parejas
| Puesto | Nombre                               | País                | Puntos |
| ------ | ------------------------------------ | ------------------- | ------ |
| Oro    | Marika Kilius / Hans-Jürgen Bäumler  | Alemania Occidental | 9      |
| Plata  | Liudmila Belousova / Oleg Protopopov | Unión Soviética     | 20     |
| Bronce | Tatiana Zhuk / Alexandr Gavrilov     | Unión Soviética     | 31     |

### Danza en hielo
| Puesto | Nombre                            | País           | Puntos |
| ------ | --------------------------------- | -------------- | ------ |
| Oro    | Eva Romanová / Pavel Roman        | Checoslovaquia | 14     |
| Plata  | Linda Shearman / Michael Phillips | Reino Unido    | 15     |
| Bronce | Paulette Doan / Ken Ormsby        | Canadá         | 26     |

## Medallero
| # | País                |   |   |   | Total |
| - | ------------------- | - | - | - | ----- |
| 1 | Alemania Occidental | 1 | 0 | 1 | 2     |
| 1 | Canadá              | 1 | 0 | 1 | 2     |
| 3 | Países Bajos        | 1 | 0 | 0 | 1     |
| 3 | Checoslovaquia      | 1 | 0 | 0 | 1     |
| 5 | Francia             | 0 | 1 | 1 | 2     |
| 5 | Unión Soviética     | 0 | 1 | 1 | 2     |
| 7 | Austria             | 0 | 1 | 0 | 1     |
| 7 | Reino Unido         | 0 | 1 | 0 | 1     |
|   | TOTAL               | 4 | 4 | 4 | 12    |

| Predecesor: Checoslovaquia 1962 | Campeonato Mundial de Patinaje Artístico sobre Hielo 1963 | Sucesor: Alemania Occidental 1964 |

- Datos: Q200738
- Multimedia: 1963 World Figure Skating Championships / Q200738